# Гифа
Гифа (итал. Ghiffa) је насеље у Италији у округу Вербано-Кузио-Осола, региону Пијемонт.
Према процени из 2011. у насељу је живело 2241 становника. Насеље се налази на надморској висини од 335 м.

## Становништво
| 1936. | 1951. | 1961. | 1971. | 1981. | 1991. | 2001. | 2011. |
| ----- | ----- | ----- | ----- | ----- | ----- | ----- | ----- |
| 1.862 | 2.135 | 2.317 | 2.111 | 2.209 | 2.503 | 2.336 | 2.394 |